# 巴薩·莫姆
巴薩·莫姆（法語：Bassa Mawem，1984年11月9日—）是一名法國男子運動攀登運動員。他曾經獲得2018年世界攀岩錦標賽男子速度賽銀牌。弟弟米克爾·莫姆也是運動攀登運動員。

## 外部連結
- IFSC （英文）
- Les frères Mawem的Facebook專頁
- Mawem Mickael & Bassa的Instagram帳戶